# 팬젠
팬젠(Pangen Biotech Inc.)은 대한민국의 기업이다. 본사는 경기도 수원시 영통구 신원로 306, 2동 4층(원천동 영통이노플렉스)에 위치해 있다. 대표이사는 김영부이다. 2022년 크리스탈지노믹스가 240억원을 들여 팬젠을 인수한 바 있다
2023년 임상 개발 및 연구비를 위해 사모 전환사채 발행을 통해 32억원을 조달한 적이 있다

## 투자
2024년 휴온스가 회사 지분을 인수하였다.

## 상장
2016년 3월 11일에 주관사를 한국투자증권으로 공모가 16,500원에 코스닥 시장에 상장하였다.

## 같이 보기
- 휴온스

## 참고 문헌
1. ↑  크리스탈이 인수하는 팬젠, 어떤 매력 갖고 있나, 데일리팜, 2022년 11월 26일
2. ↑  팬젠, 5년 만에 CB 발행 통해 32억 조달 'R&D' 투입, 히트뉴스, 2023년 4월 19일
3. ↑  바이오의약품 전문 팬젠,공모가 16,500원...3월 상장, 약업신문, 2016년 2월 26일